# Forças Armadas da Bélgica
As Forças Armadas Belgas é a principal força de defesa da Bélgica. A maioria dos militares das Forças Armadas Belgas possuem a sigla da OTAN escrita nos uniformes. Têm cerca de 30 000 tropas ativas. Estão organizadas em uma estrutura unificada, que consiste de quatro componentes principais:
1. Atualmente:
  1. Componente Terrestre, ou da Força Terrestre;
  2. Componente Aéreo, ou da Força Aérea;
  3. Componente Marinho, ou da Força Naval;

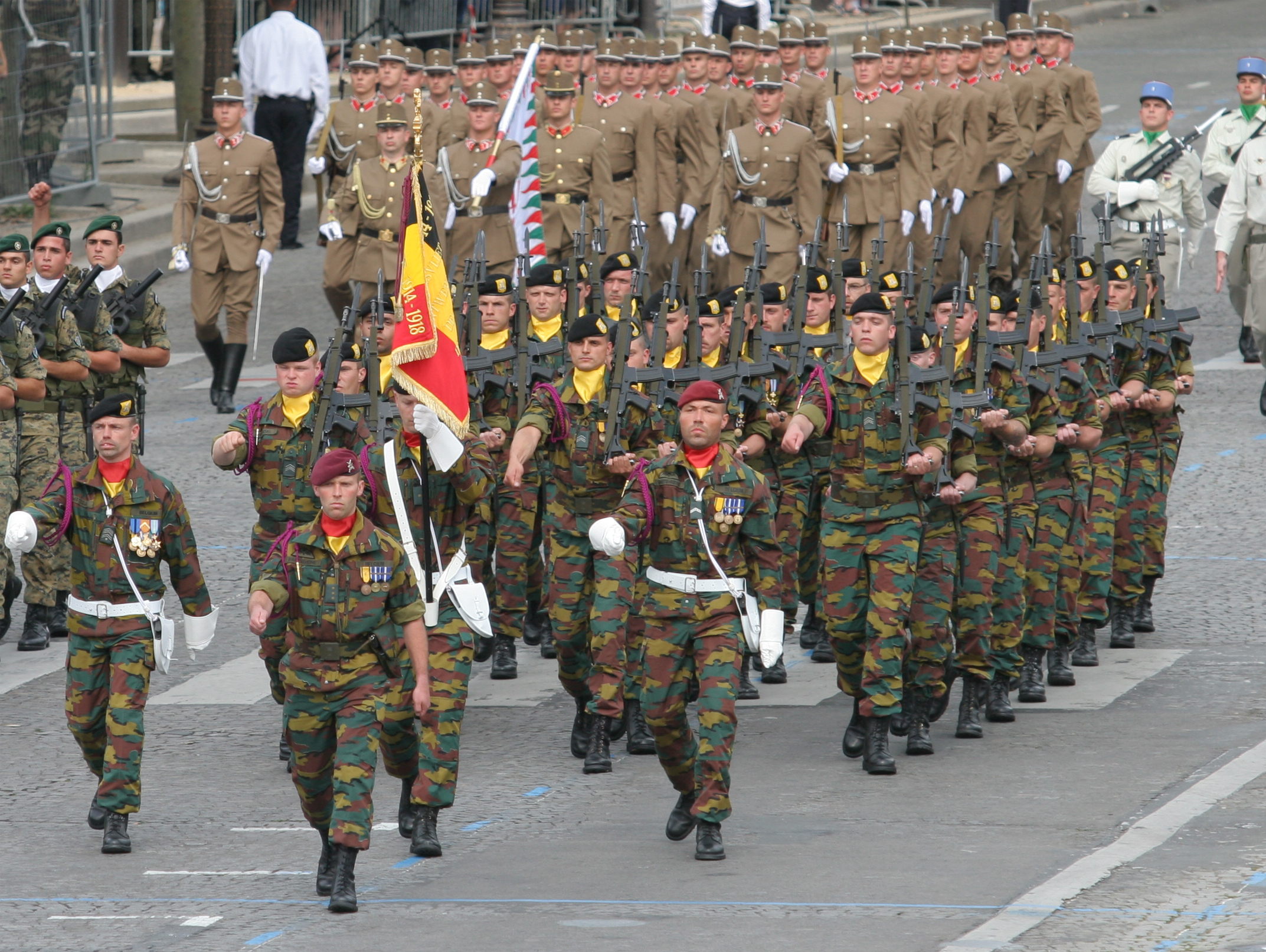
Um descolamento do 2º/4º Regimento de Caçadores a Cavalo.

  4. Componente Médico.
2. Anteriormente:
  1. Gendarmaria.